# 스발뢰브시

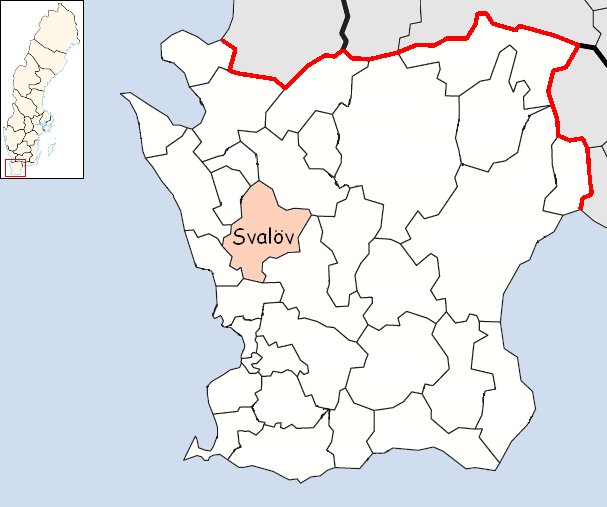
스발뢰브 시의 위치

스발뢰브시(스웨덴어: Svalövs kommun)는 스웨덴 스코네주에 위치한 지방 자치체로 행정 중심지는 스발뢰브이며 면적은 388.62km2, 인구는 13,919명(2016년 12월 31일 기준), 인구 밀도는 36명/km2이다.

시 문장